# Dieta aspirynowa
Dieta aspirynowa lub dieta niskosalicylanowa (ang. Low salicylate diet)  – potoczna nazwa modyfikacji diety podstawowej, która polega na zmniejszeniu podaży salicylanów, a zwłaszcza kwasu salicylowego spożywanych z produktami spożywczymi lub przyjmowanych jako farmaceutyki.
Nazwa dieta aspirynowa, choć jest używana w Polsce, nie jest poprawna, ponieważ aspiryna jest kwasem acetylosalicylowym a nie kwasem salicylowym.
Założeniem tej diety jest utrzymanie podaży salicylanów w spożywanych pokarmach na poziomie, przy którym nie występują objawy niepożądane, przy czym jest to poziom indywidualny Objawy niepożądane po przyjęciu kwasu salicylowego są łagodniejsze (świąd skóry, obrzęk warg i języka) i występują przy dawkach wielokrotnie wyższych niż w przypadku kwasu acetylosalicylowego (objawy analogiczne do astmy lub pokrzywka). Nie jest wskazana eliminacja produktów zawierających salicylany a jedynie ograniczenie ilościowe, takich jak niektóre owoce (np. porzeczka) czy zioła (np. korzeń lukrecji). 
Zalecana jest jako środek ostrożności u pacjentów, u których występuje astma aspirynowa lub pokrzywkowo-obrzękowa nadwrażliwością na aspirynę i inne niesteroidowe leki przeciwzapalne (zwana potocznie pokrzywką aspirynową lub uczuleniem na aspirynę). Modyfikacja diety tego rodzaju nie ma udowodnionych właściwości leczniczych, ponieważ zarówno astmę aspirynową jak i nadwrażliwość pokrzywkowo-obrzękową wywołuje, spośród związków salicylowych, jedynie kwas acetylosalicylowy, a ten nie występuje w owocach, warzywach czy ziołach. W spożywanych ziołach występuje natomiast kwas salicylowy (o odmiennym mechanizmie działania i nie powodujący astmy aspirynowej). 
Dieta ta mimo braku podstaw była zalecana u dzieci z ADHD, badania wykazały jednak brak związków występowania objawów zaburzenia z zawartością salicylanów w diecie.

## Salicylany w pożywieniu
Salicylany w postaci soli lub kwasu salicylowego zawierają zioła, np. rozmaryn, tymianek oraz przyprawy, np. garam masala, sproszkowana papryka, curry mięta lub korzeń lukrecji. Mimo że obecność salicylanów jest typowa dla łodyg i liści, to pietruszka czy koper nie zawiera znaczącej ilości salicylanów.
Badania wykazały, że sole kwasu salicylowego obecne w pożywieniu po spożyciu, stanowiąc źródło kwasu salicylowego.
Kwas salicylowy był stosowany jako konserwant (związek bakteriobójczy działanie analogiczne do pasteryzacji), jednak obecnie nie jest stosowany jako dodatek do żywności. Jest natomiast stosowany w preparatach do użytku zewnętrznego (nie odnotowano uczulenia lub toksyczności w przypadku kontaktu ze skóra). Salicylany są też powszechnie obecne w kosmetykach, np. perfumach, szamponach, płynnych mydłach, kremach do golenia, dezodorantach, kremach ochronnych z filtrem  UV. Związek nie jest toksyczny w kontakcie ze skórą, jednak może powodować poważne uszkodzenie oczu i może być toksyczny po połknięciu, dlatego nie jest wskazany w przypadku kosmetyków dla niemowląt (ryzyko zatarcia oka lub dostanie się do ust w trakcie ssania palców).